# Cartucho de fogo central

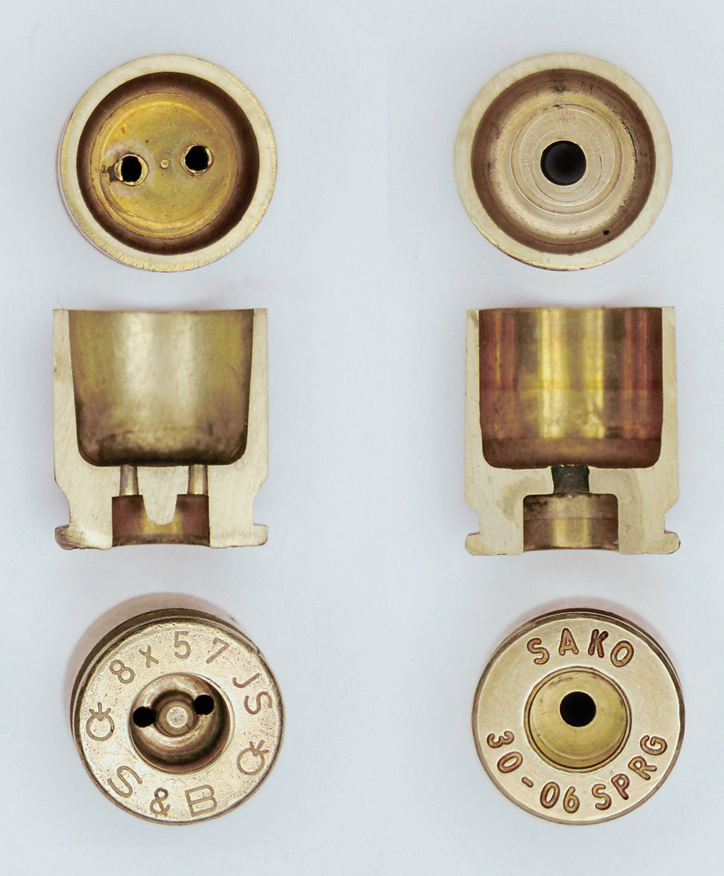
Cartucho em corte exibindo os receptáculos e furações para as espoletas "Berdan" (esquerda) e "Boxer" (direita).

Um cartucho de fogo central, é um modelo específico de cartucho metálico. É chamado de fogo central porque a espoleta está localizada no centro da base do estojo, geralmente inserida numa cavidade apropriada (estojo de percussão).
Existem duas tecnologias de espoleta que atendem os cartuchos de fogo central: a "Boxer" e a "Berdan", sendo a primeira a mais barata e a segunda a mais precisa e confiável.

## Histórico
Uma versão inicial de munição de fogo central, sem o estojo de percussão, foi inventada entre 1808 e 1812 por Jean Samuel Pauly,
 
Este foi também o primeiro cartucho completamente integrado. O cartucho de fogo central verdadeiro, foi inventado pelo francês Clement Pottet em 1829; 

 
no entanto, Pottet não aperfeiçoou o seu desenho até 1855. O cartucho de fogo central foi melhorado por: Benjamin Houllier, Gastinne Renette,

Charles Lancaster, George Morse, Francois Schneider, Hiram Berdan e Edward Mounier Boxer.